# Зейско-Бурейнска равнина
Зѐйско-Бурейнската равнина (на руски: Зейско-Буреинска равнина) е равнина в южната част на Амурска област, Русия. Простира се между подножието на хребета Турана на изток, река Амур на юг и левият ѝ приток Зея с левия си приток Селемджа на запад и север. Средната ѝ надморската височина е 200 – 300 m. Изградена е от рохкави пясъчно-глинести наслаги. През нея протичат левите притоци на Амур Зея с притоците си Селемджа и Том, Бурея, Архара и др. Почвите са ливадно-черноземни, кафяви горски и блатни, а ландшафтите – горски и лесостепни. На север горите са смесени (даурска лиственица, монголски дъб), а на юг – дъбови, примесени с амурска липа, разположени сред ливадно-степни равнини („амурски прерии“), голяма част от които се обработват. Зейско-Бурейнската равнина е основният зърнодобивен (пшеница) район на Амурска област. В басейна на река Бурея се разработват въглищни находища.